# شرح وصية الإمام أبي حنيفة
شرح وصية الإمام أبي حنيفة هو كتاب للإمام أكمل الدين البابرتي الحنفي الماتريدي، المتوفى سنة 786هـ، شرح فيه وصية الإمام أبي حنيفة النعمان التي بيّن فيها القول في بعض المسائل العَقَديّة التي كانت - في عصره - موضع نزاع، ومثار جدل بين أهل السنة وغيرهم، أو بين أهل السنة أنفسهم، فأوضَح الإمام فيها مذهبه، مُبيّناً حُجته في ذلك. وهو شرح مختصر في بيان بعض عقائد أهل السنة والجماعة، ففي الوصية اثنتا عشرة مسألة من مسائل العقيدة، هي:
1. تعريف الإيمان وزيادته ونقصانه والاستثناء فيه وحكم مرتكب الكبيرة.
2. الأعمال فرائض وفضائل ومعاصٍ.
3. الاستواء حق من غير أن تكون لله حاجة إلى العرش واستقرار عليه.
4. القرآن كلام الله غير مخلوق.
5. أفضل الأمة بعد النبي (ﷺ) أبو بكر الصديق ثم عمر بن الخطاب ثم عثمان بن عفان ثم علي بن أبي طالب.
6. خلق أفعال العباد.
7. الرزق.
8. استطاعة العبد على الفِعل معه لا قبلَه ولا بعدَه.
9. المسح على الخفين ثابت والقَصر والإفطار في السفر رخصة.
10. القلم حق.
11. عذاب القبر والجنة والنار والميزان وقراءة الكتب حق.
12. البعث والرؤية والشفاعة وبراءة السيدة عائشة وخلود أهل الجنة والنار حق.

وقد طبعت الوصية مرات، وطُبِع شرح ملا حسين إسكندر الرومي - المتوفى نحو سنة 1084هـ - عليها المسمى (الجوهرة المنيفة) في الهند ثم في قطر، وعُمدتُه فيه شرح البابرتي كما صرّح في مقدمته، وقد صدرت الطبعة التجريبية من هذا الكتاب في عمان سنة 1427هـ، وطبع بدار الفتح للدراسات والنشر بعمان – الأردن سنة 2009م، طبعة متميّزة في جودتها، مع زيادة في التعليقات والفوائد.
وللإمام أبي حنيفة وصايا أخرى لأصحابه عامة، أو لبعضهم خاصة - غير هذه الوصية التي شرحها الإمام البابرتي - منها وصيته لتلميذه الإمام القاضي أبي يوسف الأنصاري، وهي وصية تضمنّت توجيهات ونصائح في الحياة العامة، وفي طلب العلم خاصة، وقد ذكرها العلامة زين الدين بن نجيم آخر كتابه (الأشباه والنظائر). وقد نالت وصايا الإمام أبي حنيفة اهتماماً بالغاً من العلماء، إذ هي وصايا أحد الأئمة الأربعة المتبوعين، الذين أجمعت الأمة الإسلامية على تقدّمهم وإمامتهم في الدين الإسلامي أصولاً وفروعاً، فضلاً عما كانوا عليه من الورع والتقوى والصلاح، فتلقّت الأمة المحمدية مذاهبهم بالقبول. ويمثل شرح الإمام أكمل الدين البابرتي لهذه الوصية جانباً من الاهتمام بهذه الوصايا.
ومن الملاحظ - بعد قراءة هذا الشرح ومقارنته بكتب مَن تقدّم البابرتي من الماتريدية - أن الشارح قد استفاد في كثير من مباحثه من كتاب (تبصرة الأدلة) للإمام أبي المعين النسفي، بل كان أحياناً ينقل عبارته بحروفها، وقد استفاد البابرتي أيضاً من كتاب (التوحيد) لإمام الهدى أبي منصور الماتريدي، واستفاد أيضاً من (شرح العقائد النسفية) للعلامة سعد الدين التفتازاني.

## إسناد الوصية
جاء إسناد الوصية في أول نسخة خطية محفوظة بمكتبة شيخ الإسلام عارف حكمت بالمدينة المنورة تحت رقم 234، وهو من رواية شيخ الإسلام مصطفى عاشر بإسناده إلى قوام الدين أمير كاتب بن أمير عمر الإتقاني المكنى بأبي حنيفة صاحب (غاية البيان)، عن الإمام حسام الدين حسين بن علي الحجاج السغناقي، عن الإمام حافظ الدين محمد بن محمد بن نصر البخاري، عن شمس الأئمة محمد بن عبد الستار بن محمد الكردري، عن الإمام برهان الدين أبي الحسن علي بن أبي بكر بن عبدالجليل الرَّشداني المَرْغِيناني صاحب (الهداية) عن الإمام ضياء الدين محمد بن الحسين النوسوخي، عن الإمام علاء الدين أبي بكر محمد بن أحمد السمرقندي، عن الإمام سيف الحق أبي المعين ميمون بن محمد بن محمد المكحولي النسفي، عن الإمام أبي طاهر محمد بن المهدي الحسيني، عن الإمام أبي يعقوب إسحاق بن منصور السيَّاري، عن الإمام أبي الفضل أحمد بن علي السليماني، عن الإمام أبي سعيد حاتم بن عقيل الجوهري، عن الإمام محمد بن سماعة التميمي، عن الإمام أبي يوسف يعقوب الأنصاري، عن الإمام الأعظم أبي حنيفة رضي الله عنه وعنهم أنه قال في إملاء وصيته: اعلموا أصحابي وفَّقكم الله تعالى أن مذهب أهل السنة والجماعة على اعتقاد اثنتي عشرة خصلة، فمن كان يستقيم على هذه الخصال فقد هدي إلى صراط مستقيم، أولها: الإيمان… إلخ.

## فهرس الموضوعات
- مقدمة التحقيق.
- ترجمة المصنف.
- اسمه ومولده وحياته.
- شيوخه.
- تلاميذه.
- ثناء أهل العلم عليه.
- تصانيفه.
- نسبة شرح الوصية إليه.
- وفاته.
- كلمة حول الوصية ونسبتها إلى الإمام أبي حنيفة.
- الكلام على إسناد الوصية.
- وصف الأصول الخطية.
- عملنا في الكتاب.
- نماذج مصورة من النسخ الخطية.
- مقدمة الشارح.
- ماهية الإيمان.
- طريق وجوب الإيمان.
- التحسين والتقبيح العقليين.
- وجوب الإيمان بالعقل عند أبي حنيفة.
- وجوب الإيمان على الصبي العاقل.
- صحة إيمان الصبي بلا خلاف عند الحنفية.
- أدلة المعتزلة في حسن الإيمان ووجوبه عقلاً والجواب عليها.
- تحقيق معنى وجوب الإيمان بالعقل عند الماتريدية.
- الإقرار لا يكفي وحده في الإيمان.
- زيادة الإيمان ونقصانه.
- الإيمان مخلوق.
- الاستثناء في الإيمان.
- حكم مرتكب الكبيرة.
- العمل شرط كمال في الإيمان وليس جزءاً منه.
- تقدير الخير والشر من الله.
- الأعمال ثلاثة: فرائض وفضائل ومعاص.
- الفريضة بأمر الله ومشيئته ومحبته ورضاه.
- المشيئة والإرادة.
- الرضا.
- القضاء والقدر.
- صفة التكوين.
- الفضيلة ليست بأمر الله ولكن بمشيئته ومحبته ورضاه.
- المعصية ليست بأمر الله ولكن بمشيئته لا بمحبته.
- كيفية وقوع الشر في قضائه تعالى.
- المحبة والرضا عند الأشعري.
- الاستواء على العرش.
- القرآن كلام الله غير مخلوق.
- أفضل الأمة بعد النبي صلى الله عليه وسلم.
- فضائل أبي بكر الصديق.
- فضائل عمر.
- فضائل عثمان.
- فضائل علي.
- فضل أولاد الصحابة ومن بعدهم.
- خلق أفعال العباد.
- الرزق.
- الناس ثلاثة: مؤمن مخلص، ومنافق مداهن، وكافر جاحد.
- معنى (يا أيها الناس اتقوا ربكم).
- الاستطاعة مع الفعل لا قبله ولا بعده.
- وجوب اعتقاد مشروعية المسح على الخفين.
- وجوب اعتقاد مشروعية القصر والإفطار في السفر.
- القلم حق.
- عذاب القبر والجنة والنار والميزان وقراءة الكتب حق.
- عذاب القبر.
- الجنة والنار.
- الميزان.
- قراءة الكتب.
- البعث والمعاد.
- الرؤية.
- الشفاعة.
- تفضيل عائشة وبراءتها عما قيل فيها.
- خلود أهل الجنة وأهل النار فيهما.
- مصادر ومراجع التحقيق.
- فهرس الموضوعات.

## وصلات خارجية
- صفحة الكتاب علي موقع Goodreads
- لتحميل الكتاب بصيغة PDF[وصلة مكسورة]
- لقراءة الكتاب بدون تحميل[وصلة مكسورة]